# فيجا دي ييبانا
بلدية فيجا دي ييبانا (بالإسبانية: Vega de Liébana)‏، هي إحدى بلديات منطقة كانتابريا, المصنفة على أنها مقاطعة أيضاً، في شمال إسبانيا.
يبلغ عدد سكانها 985 نسمة وفقاً لإحصائية سنة (2002).